# 마틴 에덴 (영화)
《마틴 에덴》(Martin Eden)은 2019년 개봉한 이탈리아의 역사 로맨스 드라마 영화이다. 피에트로 마르첼로가 감독과 공동각본을 맡았으며, 잭 런던의 동명 소설이 영화의 원작이다. 제76회 베네치아 영화제(2019) 황금사자상 경쟁후보작이며, 주연 "마틴 에덴"을 연기한 루카 마리넬리가 영화제 볼피컵 남자배우상을 수상했다.

## 출연
- 루카 마리넬리 - 마틴 에덴 역
- 카를로 체치 - 루스 브리센덴 역
- 제시카 크레시 - 엘레나 오르시니 역
- 빈센초 네몰라토 - 니노 역
- 마르코 레오나르디 - 베르나르도 역
- 데니세 사르디스코 - 마르게리타 역
- 카르멘 포멜라 - 마리아 역
- 아우틸리아 라니에리 - 줄리아 역
- 사비노 파파렐라 - 에드몬도 펠루소 역
- 엘리사베타 발고이 - 마틸데 오르시니 역
- 피에트로 라구사 - 오르시니 역
- 주스티니아노 알피 - 아르투로 오르시니 역
- 다리오 이누바티 - 레오네 역
- 안나 파티에르노 - 카르멜라 역
- 빈센차 모디카 - 안니나 역
- 가에타노 브루노 - 마티 판사 역
- 마우리치오 도나도니 - 레나토 역
- 라나 블라디 - 레베카 역
- 치아라 프란치니 - 노라 역
- 아니엘로 아레나- 프랑수아 역
- 리나트 키스마토울리네 - 코르포랄 역
- 조르다노 브루노 구에리 - 알포 역